# Conică

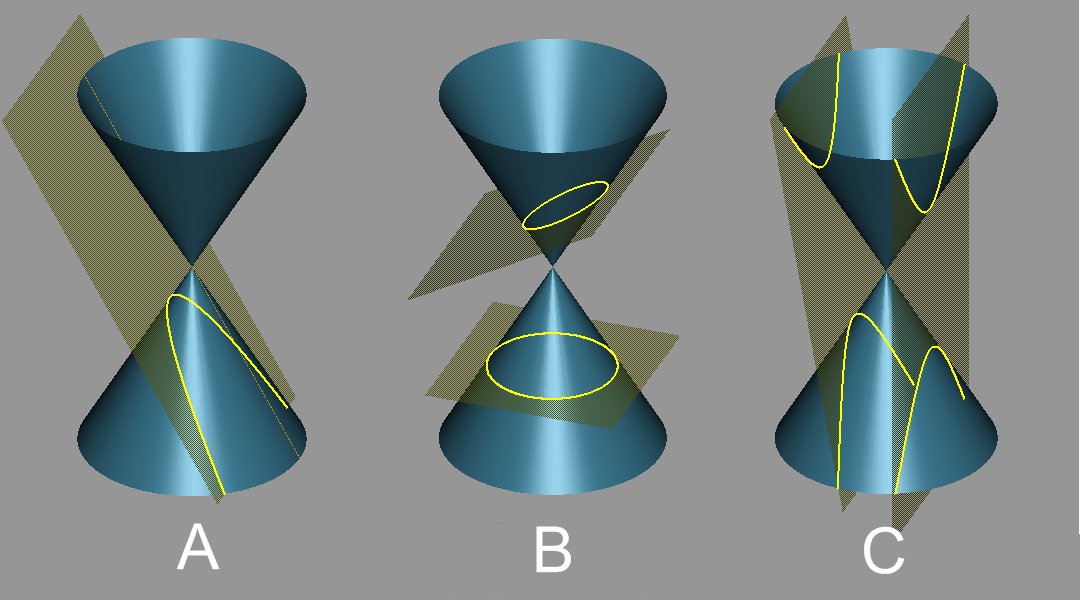
Reprezentare grafică 3D a generării conicelor:
A: Parabolă
B: Cerc și elipsă
C: Hiperbole

În matematică, o conică este curba care se obține prin intersectarea unui plan cu un con (mai exact este vorba de suprafața unui con drept, circular). Forma acestei curbe poate să difere destul de mult în funcție de poziția planului față de axa conului, deci este vorba de fapt despre o familie de curbe, numite în mod obișnuit „conice”. Ele au fost studiate din Antichitate, de exemplu de Apollonius, în jurul anului 200 î.e.n.

## Tipuri de conice
În cazul în care se generează o curbă închisă, aceasta va fi o elipsă (sau, în cazul particular în care planul este perpendicular pe axa conului, un cerc). Altfel, va apărea o parabolă (dacă planul este paralel cu generatoarea conului) sau o hiperbolă. În cazul hiperbolei apar de fapt două curbe deschise (uneori una dintre ele este ignorată). În general sunt ignorate de asemenea cazurile în care planul trece prin vârful conului, ori unghiul la vârf al conului este de 90 de grade.

## Reprezentarea în coordonate carteziene
În coordonate carteziene, conicele sunt mulțimea punctelor care satisfac următoarea ecuație:
{\displaystyle Ax^{2}+Bxy+Cy^{2}+Dx+Ey+F=0\;}.
Atunci:
- dacă {\displaystyle B^{2}-4AC<0}, ecuația reprezintă o elipsă (dacă are soluții, de exemplu {\displaystyle x^{2}+y^{2}+10=0} nu are vreo soluție);
  - dacă {\displaystyle A=C} și {\displaystyle B=0}, ecuația reprezintă un cerc;
- dacă {\displaystyle B^{2}-4AC=0}, o parabolă;
- dacă {\displaystyle B^{2}-4AC>0}, ecuația reprezintă o hiperbolă;
  - dacă și {\displaystyle A+B=0}, o hiperbolă dreaptă.

Notă: A și B sunt doar niște coeficienți polinomiali, nu lungimile axelor geometrice ale curbelor.
Schimbând coordonatele se poate ajunge la ecuațiile binecunoscute ale acestor curbe (restricționate însă la fi simetrice față de una sau ambele axe ale sistemului de coordonate):
- Cerc: {\displaystyle x^{2}+y^{2}=a^{2}\,}
- Elipsă: {\displaystyle {x^{2} \over a^{2}}+{y^{2} \over b^{2}}=1}
- Parabolă: {\displaystyle y^{2}=4ax\,}
- Hiperbolă: {\displaystyle {x^{2} \over a^{2}}-{y^{2} \over b^{2}}=1}

Scrise parametrizat, ecuațiile sunt:
- Cerc: {\displaystyle (a\cos \theta ,a\sin \theta )\,},
- Elipsă: {\displaystyle (a\cos \theta ,b\sin \theta )\,},
- Parabolă: {\displaystyle (at^{2},2at)\,},
- Hiperbolă: {\displaystyle (a\sec \theta ,b{\mbox{ tg }}\theta )\,} sau {\displaystyle (\pm a\cosh u,b\sinh u)\,}.

## Curbura și excentricitatea
Conicele sunt curbe cu rază de curbură variabilă. Raza de curbură se exprimă funcție de unghiul la centru și excentricitate în coordonate polare relativ la reperul raportat la focar
{\displaystyle \qquad r(\theta )={\frac {p}{1+e\cos \theta }}\qquad \theta \in \mathbb {R} }
Parametrul focal p e redat în tabelul de mai jos:
| secțiune conică | ecuație                                                         | excentricitate (e)                               | excentricitate lineară (c)            | semi-latus rectum (ℓ)              | parametru focal (p)                                  |
| --------------- | --------------------------------------------------------------- | ------------------------------------------------ | ------------------------------------- | ---------------------------------- | ---------------------------------------------------- |
| cerc            | {\displaystyle x^{2}+y^{2}=r^{2}\,}                             | {\displaystyle 0\,}                              | {\displaystyle 0\,}                   | {\displaystyle r\,}                | {\displaystyle \infty }                              |
| elipsă          | {\displaystyle {\frac {x^{2}}{a^{2}}}+{\frac {y^{2}}{b^{2}}}=1} | {\displaystyle {\frac {\sqrt {a^{2}-b^{2}}}{a}}} | {\displaystyle {\sqrt {a^{2}-b^{2}}}} | {\displaystyle {\frac {b^{2}}{a}}} | {\displaystyle {\frac {b^{2}}{\sqrt {a^{2}-b^{2}}}}} |
| parabolă        | {\displaystyle y^{2}=4ax\,}                                     | {\displaystyle 1\,}                              | {\displaystyle a\,}                   | {\displaystyle 2a\,}               | {\displaystyle 2a\,}                                 |
| hiperbolă       | {\displaystyle {\frac {x^{2}}{a^{2}}}-{\frac {y^{2}}{b^{2}}}=1} | {\displaystyle {\frac {\sqrt {a^{2}+b^{2}}}{a}}} | {\displaystyle {\sqrt {a^{2}+b^{2}}}} | {\displaystyle {\frac {b^{2}}{a}}} | {\displaystyle {\frac {b^{2}}{\sqrt {a^{2}+b^{2}}}}} |